# 蘋果螺科
蘋果螺科（学名：Ampullariidae），又名福壽螺科及瓶螺科，是一個大型的淡水螺物種的科，有鰓和口蓋，是一種淡水生的蘋果螺科腹足綱软体动物。蘋果螺科舊屬中腹足目，今屬新進腹足類。本科也是蘋果螺總科的模式科。
本科物種當中最臭名遠播的首推被國際自然保護聯盟物種存續委員會的入侵物種專家小組（ISSG）列為世界百大外來入侵種的福壽螺。
本科物種獨特之處在於牠們同時擁有鰓和肺。本科物種的外套膜腔有分隔，使兩個類型的呼吸結構分隔開來。這種構造使本科物種成為了一種兩棲物種。

## 分類

### 2005年分類
根據Bouchet 2005，本科沿用Berthold (1991)的分類，按物種的地域分佈以分為下列兩個亞科：
- 蘋果螺亞科（Ampullariinae Gray, 1824）
  - tribe Ampullariini Gray, 1824 - synonyms: Pilidae preston, 1915 (inv.); Lanistimae Starobogatov, 1983; Pomaceinae Starobogatov, 1983
  - tribe Sauleini Berthold, 1991
- 非洲蘋果螺亞科（Afropominae Berthold, 1991）

### 2017年分類
根據2017年《布歇特等人的腹足類分類》的分類，本科包括以下兩個亞科：
- 瓶螺亞科 Ampullariinae J.E. Gray, 1824：不再細分為兩個族；
  - 非洲蘋果螺屬 Afropomus Pilsbry & Bequaert, 1927
  -  » Genus Forbesopomus Bequaert & Clench, 1937
  -  » Genus Lanistes Montfort, 1810
  - 瓶螺屬 Pila Röding, 1798：模式屬；
  -  » Genus Saulea Gray, 1868
- 蘋果螺亞科 Pomaceinae Starobogatov, 1983
  -  » Genus Asolene d'Orbigny, 1838
  -  » Genus Felipponea Dall, 1919
  -  » Genus Marisa Gray, 1824
  - 蘋果螺屬 Pomacea Perry, 1810
  -  » Genus Pomella Gray, 1847 accepted as Pomacea Perry, 1810
- 亞科地位未定
  - Genus Carnevalea Harzhauser & Neubauer in Harzhauser et al., 2016 †
  - Genus Doriaca Willmann, 1981 †
  - Genus Mesolanistes Yen, 1945 †
  - Genus Pseudoceratodes Wenz, 1928 †
  - Genus Sudanistes Harzhauser & Neubauer in Harzhauser et al., 2017 †

## 分佈
Asolene、Felipponea、Marisa及Pomacea這四個科都是新世界屬，原生於南美洲、中美洲、加勒比海群島及美國南部，而Afropomus、Lanistes及Saulea只在非洲分佈。瓶螺屬（Pila）原生於非洲及亞洲。

## 外部連結
- 維基物種上的相關：蘋果螺科